# ألعاب الدول الصغيرة الأوروبية 2013
عقدت ألعاب الدول الصغيرة الأوروبية 2013 في جمهورية لوكسمبورغ في الفترة من 27 مايو إلى 1 يونيو.

## الرياضات
- ألعاب القوى.
- كرة السلة.
- ركوب الدراجات.
- ركوب الدراجات الجبلية.
- سباق الدراجات على الطريق.
- الجمباز.
- الجودو.
- الرماية.
- الرماية على الهدف.
- السباحة.
- تنس الطاولة.
- التنس.
- كرة الطائرة.
- كرة طائرة شاطئية.

## جدول الميداليات
الجدول التالي يوضح أسماء الدول وعدد الميداليات التي حصلت عليها كل دولة:
ملاحظة:
| الترتيب | منتخب        | ذهبية | فضية | برونزية | المجموع |
| ------- | ------------ | ----- | ---- | ------- | ------- |
| 1       | لوكسمبورغ    | 36    | 39   | 31      | 106     |
| 2       | آيسلندا      | 28    | 29   | 30      | 87      |
| 3       | قبرص         | 28    | 17   | 24      | 69      |
| 4       | ليختنشتاين   | 11    | 16   | 8       | 35      |
| 5       | الجبل الأسود | 9     | 0    | 2       | 11      |
| 6       | موناكو       | 7     | 8    | 15      | 30      |
| 7       | مالطا        | 2     | 11   | 13      | 26      |
| 8       | أندورا       | 2     | 1    | 3       | 6       |
| 9       | سان مارينو   | 1     | 4    | 9       | 14      |
|         | المجموع      | 124   | 125  | 135     | 384     |